# Nepean Dam
Nepean Dam är en dammbyggnad i Australien. Den ligger i kommunen Wingecarribee och delstaten New South Wales, i den sydöstra delen av landet, omkring 76 kilometer sydväst om delstatshuvudstaden Sydney.
Närmaste större samhälle är Bargo, nära Nepean Dam.
I omgivningarna runt Nepean Dam växer i huvudsak städsegrön lövskog. Runt Nepean Dam är det glesbefolkat, med 15 invånare per kvadratkilometer. Genomsnittlig årsnederbörd är 1 288 millimeter. Den regnigaste månaden är februari, med i genomsnitt 215 mm nederbörd, och den torraste är juli, med 34 mm nederbörd.